# Île du Grand-Buisson
L'île du Grand-Buisson est une île de la Loire, en France appartenant administrativement à Brissac Loire Aubance.

## Description
Elle s'étend sur environ 800 m de longueur pour une largeur de moins de 190 m. 

## Histoire
En 2005, la Ligue pour la protection des oiseaux Anjou (LPO) a acquis l'île pour développer sur le site un projet de gestion conservatoire du patrimoine ligérien (Projet de réserve naturelle régionale).